# Родригес, Хорхе (футболист, 1968)
Хо́рхе Родри́гес Эскиве́ль (исп. Jorge Rodríguez Esquivel; 18 апреля 1968, Толука-де-Лердо, Мексика — 8 августа 2024) — мексиканский футболист, нападающий, известный по выступлениям за «Толуку» и сборной Мексики. Участник Чемпионата мира 1994 года.

## Клубная карьера
Родригес начал карьеру в клубе из своего родного города «Толуке». В 1988 году он дебютировал в  мексиканской Примере. В клубе Хорхе отыграл 7 сезонов забив 40 мячей в 201 матче. В 1995 году он перешёл в «Сантос Лагуна» и уже через год выиграл чемпионат. В 1997 году Родригес вынужден был покинуть клуб из-за болезни Эванса, но 2001 возобновил карьеру в команде «Пачука». После двух сезонов он окончательно ушёл из футбола.

## Международная карьера
13 марта 1991 года в товарищеском матче против сборной Аргентины Родригес дебютировал за сборную Мексики. В 1993 году он завоевал Золотой кубок КОНКАКАФ. На турнире Хорхе сыграл в матчах против сборных Канады, США, Коста-Рики, Ямайки и Мартиники. Во встрече против канадцев он сделал «дубль».
В 1994 году Родригес попал в заявку национальной команды на участие в Чемпионате мира в США. На турнире он сыграл в поединках против сборных Болгарии, Ирландии и Италии.
В 1995 году Хорхе принял участие в Кубке Америки, а также помог сборной завоевать бронзовые медали на Кубке Короля Фахда.
После многих лет страданий от синдрома Эванса Родригес умер 8 августа 2024 года.

## Достижения
Командные
 «Сантос Лагуна»
- Чемпионат Мексики по футболу — Инверно 1996

Международные
 Мексика
- Золотой кубок КОНКАКАФ — 1993
- Кубок конфедераций — 1995